# Nick Mason
Nicholas Berkeley Mason (født 27. januar 1944 i Birmingham, England) er trommeslager og lejlighedsvis komponist i rockgruppen Pink Floyd. Han er det eneste af gruppens medlemmer, der har været med siden dannelsen i 1965. Ud over at være trommeslager har Nick Mason også en passion for biler – gerne racerbiler.

## Karriere

### Pink Floyd
Mason er det eneste medlem, som har været med fra starten i 1965. Han har spillet med på samtlige albums fra 1967 og fremad, selvom hans deltagelse på A Momentary Lapse Of Reason (1987) var minimal.
Oven på konflikten omkring navnet Pink Floyd, er Mason og Waters nu gode venner. Mason deltog i de to sidste koncerter i Rogers verdenstuné i 2002, hvor han spillede trommer på sangen Set the Controls for the Heart of the Sun og han vil spille trommer undervejs på Waters Europatur i 2006.
Den 2. juli 2005 stod Mason for første gang i mere end 20 år på scenen sammen med David Gilmour, Richard Wright og Roger Waters i forbindelse med Live 8, hvilket satte en del rygte om en ny tour med deltagelse af de 4 medlemmer af Pink Floyd. Det blev senere manet i jorden af Gilmour.
I forbindelse med David Gilmour's koncert i Royal Albert Hall d. 31. maj 2006, deltog Mason på trommer på de to sidste sange Wish You Were Here og Comfortably Numb.
Mason er blevet beskyldt for at være linket mellem Gilmour og Waters og måske den der kan være lokomotivet for en ny Pink Floyd tour.

### Andet arbejde
Ved siden af Pink Floyd, har Mason også lavet lidt tromme- og producerarbejde for andre som Steve Hillage, Robert Wyatt, Michael Mantler og The Damned.
Mason har også forfattet bøgerne Into The Red – 22 Classic Cars That Shaped A Century Of Motor Sport om hans passion for motorsport og racerbiler og Inside Out – A Personal History Of Pink Floyd om hans oplevelser med Pink Floyd fra 1965 og frem. Sidst opdateret i forbindelse med Live 8.

## Væk fra musikken
Mason er gift sin anden hustru, Nettie, og har fire børn. To piger fra første ægteskab og to drenge fra andet ægteskab. Familien bor i Wiltshire i byen Corsham i Camilla, dronning af Storbritannien tidligere hjem. Da Pink Floyd's pladeindspilninger og tourneer blev mere sporadiske, fik Mason mere tid til sin hobby, bilvæddeløb. Han ejer via sit selskab, Ten Tenths, adskillige racerbiler. Desuden har han deltaget med succes i 24-timers racerløbet i Le Mans, og så er han en habil pilot. Mason var blandt de heldige, som blev inviteret af Ferrari til at erhverve sig en af de 400 producerede Enzo Ferrarier.

## Soloudgivelser
- Fictitious Sports (1981)
- Profiles (1985)